# Copa Conmebol 1997
La Copa Conmebol 1997 fue la sexta edición del torneo, organizado por la Confederación Sudamericana de Fútbol, en el que participaron 16 equipos de 10 países sudamericanos: Argentina, Bolivia, Brasil, Chile, Colombia, Ecuador, Paraguay, Perú, Uruguay y Venezuela.
Atlético Mineiro de Brasil y Lanús de Argentina se midieron en la primera final que enfrentó a dos equipos ya campeones del certamen. Con una goleada por 4-1 como visitante, y un empate 1-1 en Belo Horizonte, el cuadro galo alzó su segundo título en la competencia. Fue la primera y única vez en la que un equipo se consagró campeón del torneo de manera invicta. El título le otorgó la clasificación automática a la Copa Conmebol 1998.

## Formato
El torneo se desarrolló plenamente bajo un formato de eliminación directa, donde cada equipo enfrentaba a su rival de turno en partidos de ida y vuelta. Se establecieron los cruces de acuerdo a las ubicaciones geográficas de los equipos, razón por la cual varias llaves quedaron conformadas por dos de una misma asociación nacional. En caso de igualdad de puntos y diferencia de goles al finalizar ambos encuentros, en cualquiera de las fases, se ejecutaron tiros desde el punto penal.
|                               |                               | Equipos que entran en esta fase | Equipos que provienen de la fase anterior        |
| ----------------------------- | ----------------------------- | --- | ------------------------------------------------ |
| Octavos de final (16 equipos) | Octavos de final (16 equipos) | - 4 equipos de Brasil - 2 equipos de Argentina, Colombia y Uruguay - 1 equipo de Bolivia, Chile, Ecuador, Paraguay, Perú y Venezuela. |                                                  |
| Cuartos de final (8 equipos)  | Cuartos de final (8 equipos)  | | - 8 equipos clasificados de los Octavos de final |

## Equipos participantes
En cursiva los equipos debutantes en el torneo.
| País                               | Equipo                                         | Vía de clasificación |
| ---------------------------------- | ---------------------------------------------- | --- |
| Argentina 1 cupo + campeón vigente | Lanús Colón                                    | Campeón de la Copa Conmebol 1996. 2.º Mejor ubicado en la tabla acumulada del Campeonato de Primera División 1996-97 no clasificado a la Copa Libertadores 1998. |
| Bolivia 1 cupo                     | Real Santa Cruz                                | Ganador de la eliminatoria de Copa Conmebol del Campeonato de Primera División 1996                                                                              |
| Brasil 4 cupos                     | Portuguesa Atlético Mineiro Vitória Rio Branco | Subcampeón del Campeonato Brasileño de 1996 3.º puesto del Campeonato Brasileño de 1996 Campeón de la Copa do Nordeste 1997 Campeón de la Copa Norte 1997        |
| Chile 1 cupo                       | Universidad de Chile                           | Mejor equipo ubicado en el Torneo Apertura 1997 no clasificado a Copa Libertadores 1997                                                                          |
| Colombia 2 cupos                   | América de Cali Deportes Tolima                | Ganador del del Cuadrangular final del Campeonato colombiano 1996-97 2.º puesto del Cuadrangular final del Campeonato colombiano 1996-97                         |
| Ecuador 1 cupo                     | Técnico Universitario                          | Ganador de la Fase Pre-Conmebol del Campeonato Ecuatoriano de Fútbol 1996                                                                                        |
| Paraguay 1 cupo                    | Sportivo Luqueño                               | Subcampeón del Torneo Apertura 1996 |
| Perú 1 cupo                        | Universitario                                  | 2.º puesto de la Liguilla Pre-Libertadores 1996 |
| Uruguay 2 cupos                    | Danubio Defensor Sporting                      | Perdedor del desempate por el segundo cupo de la Liguilla Pre-Libertadores de América de 1996 3.º puesto de la Liguilla Pre-Libertadores de América de 1996      |
| Venezuela 1 cupos                  | Unión Atlético Táchira                         | Ganador de la eliminatoria de Copa Conmebol del Torneo Clausura 1997                                                                                             |

### Distribución geográfica de los equipos
Distribución geográfica de las sedes de los equipos participantes:

## Fases finales

### Cuadro de desarrollo
|  | Octavos de final                | Octavos de final                | Octavos de final                | Octavos de final                |   |                  | Cuartos de final                  | Cuartos de final                  | Cuartos de final                  | Cuartos de final                  |  |                  | Semifinales         | Semifinales         | Semifinales         | Semifinales         |  |                  | Final                            | Final                            | Final                            | Final                            |  |
|  | 27 de agosto al 9 de septiembre | 27 de agosto al 9 de septiembre | 27 de agosto al 9 de septiembre | 27 de agosto al 9 de septiembre |   |                  | 24 de septiembre al 16 de octubre | 24 de septiembre al 16 de octubre | 24 de septiembre al 16 de octubre | 24 de septiembre al 16 de octubre |  |                  | 22 al 29 de octubre | 22 al 29 de octubre | 22 al 29 de octubre | 22 al 29 de octubre |  |                  | 6 de noviembre y 17 de diciembre | 6 de noviembre y 17 de diciembre | 6 de noviembre y 17 de diciembre | 6 de noviembre y 17 de diciembre |  |
|  |                                 |                                 |                                 |                                 |   |                  |                                   |                                   |                                   |                                   |  |                  |                     |                     |                     |                     |  |                  |                                  |                                  |                                  |                                  |  |
|  |                                 |                                 |                                 |                                 |   |                  |                                   |                                   |                                   |                                   |  |                  |                     |                     |                     |                     |  |                  |                                  |                                  |                                  |                                  |  |
|  | Atlético Mineiro                | 4                               | 0                               | 4                               |   |                  |                                   |                                   |                                   |                                   |  |                  |                     |                     |                     |                     |  |                  |                                  |                                  |                                  |                                  |  |
|  | Atlético Mineiro                | 4                               | 0                               | 4                               |   |                  |                                   |                                   |                                   |                                   |  |                  |                     |                     |                     |                     |  |                  |                                  |                                  |                                  |                                  |  |
|  | Portuguesa                      | 1                               | 0                               | 1                               |   |                  |                                   |                                   |                                   |                                   |  |                  |                     |                     |                     |                     |  |                  |                                  |                                  |                                  |                                  |  |
|  | Portuguesa                      | 1                               | 0                               | 1                               |   | Atlético Mineiro | 2                                 | 1                                 | 3                                 |                                   |  |                  |                     |                     |                     |                     |  |                  |                                  |                                  |                                  |                                  |  |
|  |                                 |                                 |                                 |                                 |   | Atlético Mineiro | 2                                 | 1                                 | 3                                 |                                   |  |                  |                     |                     |                     |                     |  |                  |                                  |                                  |                                  |                                  |  |
|  |                                 |                                 | América de Cali                 | 1                               | 1 | 2                |                                   |                                   |                                   |                                   |  |                  |                     |                     |                     |                     |  |                  |                                  |                                  |                                  |                                  |  |
|  | América de Cali                 | 1                               | América de Cali                 | 1                               | 1 | 2                | 3                                 | 4                                 |                                   |                                   |  |                  |                     |                     |                     |                     |  |                  |                                  |                                  |                                  |                                  |  |
|  | América de Cali                 | 1                               |                                 |                                 |   |                  |                                   |                                   |                                   |                                   |  |                  |                     |                     |                     |                     |  |                  |                                  |                                  |                                  |                                  |  |
|  | Unión Atlético Táchira          | 1                               | 1                               | 2                               |   |                  |                                   |                                   |                                   |                                   |  |                  |                     |                     |                     |                     |  |                  |                                  |                                  |                                  |                                  |  |
|  | Unión Atlético Táchira          | 1                               | 1                               | 2                               |   |                  |                                   |                                   |                                   |                                   |  | Atlético Mineiro | 2                   | 4                   | 6                   |                     |  |                  |                                  |                                  |                                  |                                  |  |
|  |                                 |                                 |                                 |                                 |   |                  |                                   |                                   |                                   |                                   |  | Atlético Mineiro | 2                   | 4                   | 6                   |                     |  |                  |                                  |                                  |                                  |                                  |  |
|  |                                 |                                 | Universitario                   | 0                               | 0 | 0                |                                   |                                   |                                   |                                   |  |                  |                     |                     |                     |                     |  |                  |                                  |                                  |                                  |                                  |  |
|  | Técnico Universitario           | 0                               | Universitario                   | 0                               | 0 | 0                | 0                                 | 0                                 |                                   |                                   |  |                  |                     |                     |                     |                     |  |                  |                                  |                                  |                                  |                                  |  |
|  | Técnico Universitario           | 0                               |                                 |                                 |   |                  |                                   |                                   |                                   |                                   |  |                  |                     |                     |                     |                     |  |                  |                                  |                                  |                                  |                                  |  |
|  | Universitario                   | 3                               | 0                               | 3                               |   |                  |                                   |                                   |                                   |                                   |  |                  |                     |                     |                     |                     |  |                  |                                  |                                  |                                  |                                  |  |
|  | Universitario                   | 3                               | 0                               | 3                               |   | Universitario    | 0                                 | 2                                 | 2                                 |                                   |  |                  |                     |                     |                     |                     |  |                  |                                  |                                  |                                  |                                  |  |
|  |                                 |                                 |                                 |                                 |   | Universitario    | 0                                 | 2                                 | 2                                 |                                   |  |                  |                     |                     |                     |                     |  |                  |                                  |                                  |                                  |                                  |  |
|  |                                 |                                 | Deportes Tolima                 | 1                               | 0 | 1                |                                   |                                   |                                   |                                   |  |                  |                     |                     |                     |                     |  |                  |                                  |                                  |                                  |                                  |  |
|  | Rio Branco                      | 1                               | Deportes Tolima                 | 1                               | 0 | 1                | 1                                 | 2 (1)                             |                                   |                                   |  |                  |                     |                     |                     |                     |  |                  |                                  |                                  |                                  |                                  |  |
|  | Rio Branco                      | 1                               |                                 |                                 |   |                  |                                   |                                   |                                   |                                   |  |                  |                     |                     |                     |                     |  |                  |                                  |                                  |                                  |                                  |  |
|  | Deportes Tolima (p)             | 2                               | 0                               | 2 (3)                           |   |                  |                                   |                                   |                                   |                                   |  |                  |                     |                     |                     |                     |  |                  |                                  |                                  |                                  |                                  |  |
|  | Deportes Tolima (p)             | 2                               | 0                               | 2 (3)                           |   |                  |                                   |                                   |                                   |                                   |  |                  |                     |                     |                     |                     |  | Atlético Mineiro | 4                                | 1                                | 5                                |                                  |  |
|  |                                 |                                 |                                 |                                 |   |                  |                                   |                                   |                                   |                                   |  |                  |                     |                     |                     |                     |  | Atlético Mineiro | 4                                | 1                                | 5                                |                                  |  |
|  |                                 |                                 | Lanús                           | 1                               | 1 | 2                |                                   |                                   |                                   |                                   |  |                  |                     |                     |                     |                     |  |                  |                                  |                                  |                                  |                                  |  |
|  | Lanús                           | 1                               | Lanús                           | 1                               | 1 | 2                | 5                                 | 6                                 |                                   |                                   |  |                  |                     |                     |                     |                     |  |                  |                                  |                                  |                                  |                                  |  |
|  | Lanús                           | 1                               |                                 |                                 |   |                  |                                   |                                   |                                   |                                   |  |                  |                     |                     |                     |                     |  |                  |                                  |                                  |                                  |                                  |  |
|  | Real Santa Cruz                 | 1                               | 0                               | 1                               |   |                  |                                   |                                   |                                   |                                   |  |                  |                     |                     |                     |                     |  |                  |                                  |                                  |                                  |                                  |  |
|  | Real Santa Cruz                 | 1                               | 0                               | 1                               |   | Lanús            | 0                                 | 3                                 | 3                                 |                                   |  |                  |                     |                     |                     |                     |  |                  |                                  |                                  |                                  |                                  |  |
|  |                                 |                                 |                                 |                                 |   | Lanús            | 0                                 | 3                                 | 3                                 |                                   |  |                  |                     |                     |                     |                     |  |                  |                                  |                                  |                                  |                                  |  |
|  |                                 |                                 | Vitória                         | 1                               | 1 | 2                |                                   |                                   |                                   |                                   |  |                  |                     |                     |                     |                     |  |                  |                                  |                                  |                                  |                                  |  |
|  | Sportivo Luqueño                | 0                               | Vitória                         | 1                               | 1 | 2                | 1                                 | 1                                 |                                   |                                   |  |                  |                     |                     |                     |                     |  |                  |                                  |                                  |                                  |                                  |  |
|  | Sportivo Luqueño                | 0                               |                                 |                                 |   |                  |                                   |                                   |                                   |                                   |  |                  |                     |                     |                     |                     |  |                  |                                  |                                  |                                  |                                  |  |
|  | Vitória                         | 2                               | 4                               | 6                               |   |                  |                                   |                                   |                                   |                                   |  |                  |                     |                     |                     |                     |  |                  |                                  |                                  |                                  |                                  |  |
|  | Vitória                         | 2                               | 4                               | 6                               |   |                  |                                   |                                   |                                   |                                   |  | Lanús            | 2                   | 1                   | 3                   |                     |  |                  |                                  |                                  |                                  |                                  |  |
|  |                                 |                                 |                                 |                                 |   |                  |                                   |                                   |                                   |                                   |  | Lanús            | 2                   | 1                   | 3                   |                     |  |                  |                                  |                                  |                                  |                                  |  |
|  |                                 |                                 | Colón                           | 0                               | 1 | 1                |                                   |                                   |                                   |                                   |  |                  |                     |                     |                     |                     |  |                  |                                  |                                  |                                  |                                  |  |
|  | Danubio                         | 3                               | Colón                           | 0                               | 1 | 1                | 3                                 | 6                                 |                                   |                                   |  |                  |                     |                     |                     |                     |  |                  |                                  |                                  |                                  |                                  |  |
|  | Danubio                         | 3                               |                                 |                                 |   |                  |                                   |                                   |                                   |                                   |  |                  |                     |                     |                     |                     |  |                  |                                  |                                  |                                  |                                  |  |
|  | Defensor Sporting               | 3                               | 2                               | 5                               |   |                  |                                   |                                   |                                   |                                   |  |                  |                     |                     |                     |                     |  |                  |                                  |                                  |                                  |                                  |  |
|  | Defensor Sporting               | 3                               | 2                               | 5                               |   | Danubio          | 1                                 | 1                                 | 2 (2)                             |                                   |  |                  |                     |                     |                     |                     |  |                  |                                  |                                  |                                  |                                  |  |
|  |                                 |                                 |                                 |                                 |   | Danubio          | 1                                 | 1                                 | 2 (2)                             |                                   |  |                  |                     |                     |                     |                     |  |                  |                                  |                                  |                                  |                                  |  |
|  |                                 |                                 | Colón (p)                       | 1                               | 1 | 2 (3)            |                                   |                                   |                                   |                                   |  |                  |                     |                     |                     |                     |  |                  |                                  |                                  |                                  |                                  |  |
|  | Colón (p)                       | 1                               | Colón (p)                       | 1                               | 1 | 2 (3)            | 2                                 | 3 (3)                             |                                   |                                   |  |                  |                     |                     |                     |                     |  |                  |                                  |                                  |                                  |                                  |  |
|  | Colón (p)                       | 1                               |                                 |                                 |   |                  |                                   |                                   |                                   |                                   |  |                  |                     |                     |                     |                     |  |                  |                                  |                                  |                                  |                                  |  |
|  | Universidad de Chile            | 2                               | 1                               | 3 (2)                           |   |                  |                                   |                                   |                                   |                                   |  |                  |                     |                     |                     |                     |  |                  |                                  |                                  |                                  |                                  |  |
|  | Universidad de Chile            | 2                               | 1                               | 3 (2)                           |   |                  |                                   |                                   |                                   |                                   |  |                  |                     |                     |                     |                     |  |                  |                                  |                                  |                                  |                                  |  |
|  |                                 |                                 |                                 |                                 |   |                  |                                   |                                   |                                   |                                   |  |                  |                     |                     |                     |                     |  |                  |                                  |                                  |                                  |                                  |  |

- Nota: En cada llave, el equipo que ocupa la primera línea es el que definió la serie como local.

### Octavos de final
| 3 de septiembre de 1997 | Portuguesa  | 1:4 (0:2) | Atlético Mineiro                           | Estadio do Canindé, São Paulo |                          |
|                         | Émerson 87' |           | Jorginho 12' · Valdir Bigode 24', 54', 64' | Árbitro(s): Carlos Simon      | Árbitro(s): Carlos Simon |

| 9 de septiembre de 1997 | Atlético Mineiro | 0:0 | Portuguesa | Estadio Mineirão, Belo Horizonte |  |
|                         |                  |     |            | Árbitro(s): Cláudio Cerdeira     |  |

| 28 de agosto de 1997 | Unión Atlético Táchira | 1:1 (0:1) | América de Cali | Polideportivo de Pueblo Nuevo, San Cristóbal |                         |
|                      | Pérez 89' (pen.)       |           | Valencia 16'    | Árbitro(s): José Carpio                      | Árbitro(s): José Carpio |

| 4 de septiembre de 1997 | América de Cali              | 3:1 (1:0) | Unión Atlético Táchira | Estadio Pascual Guerrero, Cali |                            |
|                         | Moreno 34' · Angulo 74', 89' |           | W. Chacón 53'          | Árbitro(s): Luis Seminario     | Árbitro(s): Luis Seminario |

| 27 de agosto de 1997 | Universitario                             | 3:0 (1:0) | Técnico Universitario | Estadio Nacional, Lima |                       |
|                      | Carranza 44' · Alvarenga 71' · Charún 76' |           |                       | Árbitro(s): Juan Luna  | Árbitro(s): Juan Luna |

| 3 de septiembre de 1997 | Técnico Universitario | 0:0 | Universitario | Estadio Bellavista, Ambato |  |
|                         |                       |     |               | Árbitro(s): Alberto Duque  |  |

| 27 de agosto de 1997 | Deportes Tolima   | 2:1 (1:0) | Rio Branco  | Estadio Manuel Murillo Toro, Ibagué |                            |
|                      | Maturana 27', 50' |           | Palmiro 67' | Árbitro(s): Luis Solórzano          | Árbitro(s): Luis Solórzano |

| 3 de septiembre de 1997 | Rio Branco                          | 1:0 (0:0) (1:3 p.)         | Deportes Tolima             | Estadio José de Melo, Río Branco |                             |
|                         | Weslei Gomes 86'                    |                            |                             | Árbitro(s): Lubin Torrealba      | Árbitro(s): Lubin Torrealba |
|                         |                                     | Tiros desde el punto penal |                             |                                  |                             |
|                         | Jorge · Testinha · Hélio · Vinicius |                            | Cassiani · Jorjão · Ramírez |                                  |                             |

| 27 de agosto de 1997 | Real Santa Cruz     | 1:1 (0:1) | Lanús         | Estadio Juan Carlos Durán, Santa Cruz |                           |
|                      | Villegas 81' (pen.) |           | Trimarchi 43' | Árbitro(s): César Córdova             | Árbitro(s): César Córdova |

| 3 de septiembre de 1997 | Lanús                                                              | 5:0 (3:0) | Real Santa Cruz | Estadio Ciudad de Lanús, Lanús |                             |
|                         | Morales 18' · Trimarchi 26' · Ruggeri 33' · Raíces 71' · López 72' |           |                 | Árbitro(s): Bonifacio Núñez    | Árbitro(s): Bonifacio Núñez |

| 27 de agosto de 1997 | Vitória                     | 2:0 (1:0) | Sportivo Luqueño | Estadio Fonte Nova, Salvador |                            |
|                      | Uéslei 10' · Gil Baiano 75' |           |                  | Árbitro(s): Gustavo Méndez   | Árbitro(s): Gustavo Méndez |

| 3 de septiembre de 1997 | Sportivo Luqueño | 1:4 (1:2) | Vitória                                                | Estadio Feliciano Cáceres, Luque |                            |
|                         | Estigarribia 44' |           | Túlio 38' (pen.) · Eliomar 43' · Preto 52' · Saulo 61' | Árbitro(s): Oscar Sequeira       | Árbitro(s): Oscar Sequeira |

| 27 de agosto de 1997 | Defensor Sporting                              | 3:3 (1:1) | Danubio                                          | Estadio Luis Franzini, Montevideo |                          |
|                      | Viera 28' · González 72' (pen.) · Martínez 89' |           | Migliónico 27' · Madrid 53' (pen.) · Peirano 61' | Árbitro(s): Jorge Nieves          | Árbitro(s): Jorge Nieves |

| 3 de septiembre de 1997 | Danubio                                 | 3:2 (1:1) | Defensor Sporting           | Estadio Jardines del Hipódromo, Montevideo |                          |
|                         | Madrid 37' (pen.), 77' · Migliónico 54' |           | Abreu 31' · J. Da Silva 47' | Árbitro(s): Saúl Feldman                   | Árbitro(s): Saúl Feldman |

| 27 de agosto de 1997 | Universidad de Chile        | 2:1 (1:0) | Colón         | Estadio Nacional, Santiago  |                             |
|                      | Castañeda 38' · Barrera 53' |           | Gorostidi 82' | Árbitro(s): Carlos Amarilla | Árbitro(s): Carlos Amarilla |

| 3 de septiembre de 1997 | Colón                                    | 2:1 (1:1) (3:2 p.)         | Universidad de Chile                          | Estadio Brig. Gral. Estanislao López, Santa Fe |                                 |
|                         | Gorostidi 44' · Castillo 87'             |                            | Báez 20'                                      | Árbitro(s): Oscar Roberto Godói                | Árbitro(s): Oscar Roberto Godói |
|                         |                                          | Tiros desde el punto penal |                                               |                                                |                                 |
|                         | Aquino · Ibarra · Rodríguez Peña · Unali |                            | Fuentes · González · Jara · Ibáñez · Galdames |                                                |                                 |

### Cuartos de final
| 24 de septiembre de 1997 | América de Cali | 1:2 (0:1) | Atlético Mineiro           | Estadio Pascual Guerrero, Cali |                            |
|                          | Moreno 57'      |           | Marques 42' · Jorginho 78' | Árbitro(s): Roger Zambrano     | Árbitro(s): Roger Zambrano |

| 16 de octubre de 1997 | Atlético Mineiro | 1:1 (1:1) | América de Cali | Estadio Mineirão, Belo Horizonte |                            |
|                       | Edgar 45'        |           | Cardona 25'     | Árbitro(s): Gustavo Méndez       | Árbitro(s): Gustavo Méndez |

| 24 de septiembre de 1997 | Deportes Tolima | 1:0 (0:0) | Universitario | Estadio Manuel Murillo Toro, Ibagué |                           |
|                          | Polo 83'        |           |               | Árbitro(s): Ángel Guevara           | Árbitro(s): Ángel Guevara |

| 15 de octubre de 1997 | Universitario                | 2:0 (1:0) | Deportes Tolima | Estadio Nacional, Lima      |                             |
|                       | Maldonado 18' · Ferreira 79' |           |                 | Árbitro(s): Lenín Rodríguez | Árbitro(s): Lenín Rodríguez |

| 24 de septiembre de 1997 | Vitória   | 1:0 (0:0) | Lanús | Estadio Fonte Nova, Salvador |                            |
|                          | Saulo 66' |           |       | Árbitro(s): Robert Troxler   | Árbitro(s): Robert Troxler |

| 15 de octubre de 1997 | Lanús                                 | 3:1 (1:0) | Vitória       | Estadio Ciudad de Lanús, Lanús |                        |
|                       | Ruggeri 29' · Cravero 60' · López 69' |           | Chiquinho 58' | Árbitro(s): Guido Aros         | Árbitro(s): Guido Aros |

| 24 de septiembre de 1997 | Colón         | 1:1 (1:0) | Danubio        | Estadio Brig. Gral. Estanislao López, Santa Fe |                        |
|                          | Gorostidi 11' |           | Migliónico 48' | Árbitro(s): Jaime Toro                         | Árbitro(s): Jaime Toro |

| 15 de octubre de 1997 | Danubio                                            | 1:1 (1:1) (2:3 p.)         | Colón                                               | Campus Municipal, Maldonado     |                                 |
|                       | Migliónico 40'                                     |                            | Ibarra 2'                                           | Árbitro(s): Juan Carlos Lugones | Árbitro(s): Juan Carlos Lugones |
|                       |                                                    | Tiros desde el punto penal |                                                     |                                 |                                 |
|                       | De Souza · Rivas · Migliónico · Aguerre · F. Rariz |                            | Gordillo · Aquino · Ibarra · Unali · Rodríguez Peña |                                 |                                 |

### Semifinales
| 22 de octubre de 1997 | Universitario | 0:2 (0:1) | Atlético Mineiro                 | Estadio Nacional, Lima     |                            |
|                       |               |           | Valdir Bigode 43' · Jorginho 59' | Árbitro(s): Luis Solórzano | Árbitro(s): Luis Solórzano |

| 29 de octubre de 1997 | Atlético Mineiro                                | 4:0 (2:0) | Universitario | Estadio Mineirão, Belo Horizonte |                             |
|                       | Marques 6' · Valdir Bigode 15', 67' · Cairo 90' |           |               | Árbitro(s): Bonifacio Núñez      | Árbitro(s): Bonifacio Núñez |

| 22 de octubre de 1997 | Colón | 0:2 (0:1) | Lanús                       | Estadio Brig. Gral. Estanislao López, Santa Fe |                            |
|                       |       |           | Trimarchi 28' · Ibagaza 65' | Árbitro(s): Oscar Sequeira                     | Árbitro(s): Oscar Sequeira |

| 29 de octubre de 1997 | Lanús   | 1:1 (0:0) | Colón               | Estadio Ciudad de Lanús, Lanús |                            |
|                       | Mas 90' |           | Castagno Suárez 49' | Árbitro(s): Roberto Ruscio     | Árbitro(s): Roberto Ruscio |

### Final

#### Ida
| 6 de noviembre de 1997 | Lanús       | 1:4 (1:1) | Atlético Mineiro                                                           | Estadio Ciudad de Lanús, Lanús                               |                                                              |
|                        | Ibagaza 19' |           | Bruno Heleno 41' · Serrizuela 56' (a.g.) · Hernâni 60' · Valdir Bigode 80' | Asistencia: 15 000 espectadores Árbitro(s): Gustavo Gallesio | Asistencia: 15 000 espectadores Árbitro(s): Gustavo Gallesio |

| 1          | POR        | Pedro Rómoli         |       |
| 2          | DEF        | Juan José Serrizuela |       |
| 25         | DEF        | Oscar Ruggeri        |       |
| 6          | DEF        | Gustavo Siviero      |       |
| 20         | DEF        | Mariano Fernández    | Salió |
| 8          | MED        | Daniel Cravero       |       |
| 15         | MED        | Juan Fernández       |       |
| 7          | MED        | Ariel Ibagaza        |       |
| 10         | MED        | Sebastián Clotet     | Salió |
| 11         | DEL        | Ariel López          |       |
| 9          | DEL        | Hernán Raíces        | Salió |
| Entrenador | Entrenador | Oscar Garré          |       |

| 1          | POR        | Cláudio Taffarel |       |
| 5          | DEF        | Bruno Heleno     |       |
| 3          | DEF        | Sandro Blum      |       |
| 14         | DEF        | Sandro Barbosa   |       |
| 6          | DEF        | Dedê             |       |
| 16         | MED        | Edgar            | Salió |
| 8          | MED        | Doriva           |       |
| 10         | MED        | Jorginho         |       |
| 22         | MED        | Hernâni          |       |
| 9          | DEL        | Marques          | Salió |
| 7          | DEL        | Valdir Bigode    | Salió |
| Entrenador | Entrenador | Emerson Leão     |       |

| 18 | MED | Leonardo Mas      | Entró |
| 16 | MED | Walter Coyette    | Entró |
| 14 | DEL | Marcelo Trimarchi | Entró |

| 15 | MED | Roberto | Entró |
| 11 | DEL | Almir   | Entró |
| 13 | MED | Cairo   | Entró |

| Anotado | 19' | Ariel Ibagaza | 1:0 |

| Anotado           | 41' | Bruno Heleno         | 1:1 |
| Anotado · Autogol | 56' | Juan José Serrizuela | 1:2 |
| Anotado           | 60' | Marques              | 1:3 |
| Anotado           | 80' | Valdir Bigode        | 1:4 |

| Árbitro | Gustavo Gallesio |

| 1          | POR        | Pedro Rómoli         |       |
| 2          | DEF        | Juan José Serrizuela |       |
| 25         | DEF        | Oscar Ruggeri        |       |
| 6          | DEF        | Gustavo Siviero      |       |
| 20         | DEF        | Mariano Fernández    | Salió |
| 8          | MED        | Daniel Cravero       |       |
| 15         | MED        | Juan Fernández       |       |
| 7          | MED        | Ariel Ibagaza        |       |
| 10         | MED        | Sebastián Clotet     | Salió |
| 11         | DEL        | Ariel López          |       |
| 9          | DEL        | Hernán Raíces        | Salió |
| Entrenador | Entrenador | Oscar Garré          |       |

| 1          | POR        | Cláudio Taffarel |       |
| 5          | DEF        | Bruno Heleno     |       |
| 3          | DEF        | Sandro Blum      |       |
| 14         | DEF        | Sandro Barbosa   |       |
| 6          | DEF        | Dedê             |       |
| 16         | MED        | Edgar            | Salió |
| 8          | MED        | Doriva           |       |
| 10         | MED        | Jorginho         |       |
| 22         | MED        | Hernâni          |       |
| 9          | DEL        | Marques          | Salió |
| 7          | DEL        | Valdir Bigode    | Salió |
| Entrenador | Entrenador | Emerson Leão     |       |

| 18 | MED | Leonardo Mas      | Entró |
| 16 | MED | Walter Coyette    | Entró |
| 14 | DEL | Marcelo Trimarchi | Entró |

| 15 | MED | Roberto | Entró |
| 11 | DEL | Almir   | Entró |
| 13 | MED | Cairo   | Entró |

| Anotado | 19' | Ariel Ibagaza | 1:0 |

| Anotado           | 41' | Bruno Heleno         | 1:1 |
| Anotado · Autogol | 56' | Juan José Serrizuela | 1:2 |
| Anotado           | 60' | Marques              | 1:3 |
| Anotado           | 80' | Valdir Bigode        | 1:4 |

| Árbitro | Gustavo Gallesio |

#### Vuelta
| 17 de diciembre de 1997 | Atlético Mineiro | 1:1 (1:0) | Lanús         | Estadio Mineirão, Belo Horizonte                              |                                                               |
|                         | Jorginho 10'     |           | Trimarchi 57' | Asistencia: 35 131 espectadores Árbitro(s): Epifanio González | Asistencia: 35 131 espectadores Árbitro(s): Epifanio González |

| 20         | POR        | Cláudio Taffarel |       |
| 5          | DEF        | Bruno Heleno     |       |
| 2          | DEF        | Neguette         |       |
| 16         | DEF        | Sandro Barbosa   |       |
| 6          | DEF        | Dedê             |       |
| 18         | MED        | Roberto          |       |
| 10         | MED        | Jorginho         |       |
| 22         | MED        | Hernâni          |       |
| 9          | MED        | Marques          |       |
| 11         | DEL        | Almir            | Salió |
| 7          | DEL        | Valdir Bigode    |       |
| Entrenador | Entrenador | Emerson Leão     |       |

| 12         | POR        | Rodrigo Burela    |       |
| 3          | DEF        | Gabriel Ramón     |       |
| 13         | DEF        | Andrés Bressán    |       |
| 19         | DEF        | Mariano Fernández |       |
| 21         | DEF        | Martín Román      |       |
| 8          | MED        | Daniel Cravero    |       |
| 11         | MED        | Claudio Huertas   | Salió |
| 10         | MED        | Sebastián Clotet  |       |
| 18         | MED        | Leonardo Mas      | Salió |
| 9          | DEL        | Claudio Enría     |       |
| 7          | DEL        | Marcelo Trimarchi | Salió |
| Entrenador | Entrenador | Mario Gómez       |       |

| 14 | MED | Edgar | Entró |

| 24 | MED | Juan Fernández  | Entró |
| 15 | DEL | Silvio González | Entró |
| 25 | DEL | Hernán Raíces   | Entró |

| Anotado | 10' | Jorginho | 1:0 |

| Anotado | 57' | Marcelo Trimarchi | 1:1 |

| Árbitro | Epifanio González |

| 20         | POR        | Cláudio Taffarel |       |
| 5          | DEF        | Bruno Heleno     |       |
| 2          | DEF        | Neguette         |       |
| 16         | DEF        | Sandro Barbosa   |       |
| 6          | DEF        | Dedê             |       |
| 18         | MED        | Roberto          |       |
| 10         | MED        | Jorginho         |       |
| 22         | MED        | Hernâni          |       |
| 9          | MED        | Marques          |       |
| 11         | DEL        | Almir            | Salió |
| 7          | DEL        | Valdir Bigode    |       |
| Entrenador | Entrenador | Emerson Leão     |       |

| 12         | POR        | Rodrigo Burela    |       |
| 3          | DEF        | Gabriel Ramón     |       |
| 13         | DEF        | Andrés Bressán    |       |
| 19         | DEF        | Mariano Fernández |       |
| 21         | DEF        | Martín Román      |       |
| 8          | MED        | Daniel Cravero    |       |
| 11         | MED        | Claudio Huertas   | Salió |
| 10         | MED        | Sebastián Clotet  |       |
| 18         | MED        | Leonardo Mas      | Salió |
| 9          | DEL        | Claudio Enría     |       |
| 7          | DEL        | Marcelo Trimarchi | Salió |
| Entrenador | Entrenador | Mario Gómez       |       |

| 14 | MED | Edgar | Entró |

| 24 | MED | Juan Fernández  | Entró |
| 15 | DEL | Silvio González | Entró |
| 25 | DEL | Hernán Raíces   | Entró |

| Anotado | 10' | Jorginho | 1:0 |

| Anotado | 57' | Marcelo Trimarchi | 1:1 |

| Árbitro | Epifanio González |

|                                     |
| Bandera de Brasil                   |
| Campeón Atlético Mineiro 2.º título |

## Estadísticas

### Goleadores
| Jugador            | Club             | Goles |
| ------------------ | ---------------- | ----- |
| Valdir Bigode      | Atlético Mineiro | 7     |
| Jorginho           | Atlético Mineiro | 4     |
| Gabriel Migliónico | Danubio          | 4     |
| Marcelo Trimarchi  | Lanús            | 4     |
| Gonzalo Madrid     | Danubio          | 3     |
| Adrián Gorostidi   | Colón            | 3     |
| Marques            | Atlético Mineiro | 3     |